# San Esteban (Chile)
San Esteban é uma comuna da província de Los Andes, localizada na Região de Valparaíso, Chile. Possui uma área de 1.361,6 km² e uma população de 14.400 habitantes (2002), o que corresponde a uma  densidade de 10,6 hab/km².